# 富山口駅
富山口駅（とやまぐちえき）は、富山県富山市城北町にあった西日本旅客鉄道（JR西日本）富山港線の駅（廃駅）である。

## 歴史
1924年（大正13年）7月23日、当駅は富山県上新川郡奥田村稲荷に富岩鉄道の始発駅として開業した。当時富岩鉄道が当駅 - 富山駅間の工事を行わなかったのは、富山駅構内における飛越線建設計画に伴う整備計画が未了であったことや神通川廃川地処分問題が残っていたためであったといわれる。開業当初の当駅には駅舎は小ぶりながらも、「いわせゆき電車」と書かれたネオンサイン灯が立てられていた。
その後、飛越線建設工事が順次進捗したので、1927年（昭和2年）1月に当駅 - 富山駅間の鉄道敷設免許を取得し、同年12月15日より同区間において貨物運輸営業を開始した。この時に開始されたのが貨物運輸営業のみであったのは、富山駅構内における旅客ホームとそこに通ずる連絡地下道が完成していなかったからで、これら設備の完成した1928年（昭和3年）7月11日に至って同区間における旅客運輸営業は開始された。これにより富岩鉄道線における1928年（昭和3年）度の旅客数は前年度の86万人から103万人へと増加し、貨物も1928年（昭和3年）度には8081トンであったが、1929年（昭和4年）度には1万3091トンにまで増え、この後も毎年輸送需要は増大していったという。
当駅は国有鉄道との連絡には不適であったものの、1928年（昭和3年）10月21日に富山市営軌道の東田地方停留場が開業し、1931年（昭和6年）8月15日に富山電気鉄道線の富山田地方駅が開業すると、各路線の乗換客によって賑わいを見せるようになった。周囲には「新宿商店街」が形成され、映画館や飲み屋街が立ち並び、殷賑を極めたといわれる。

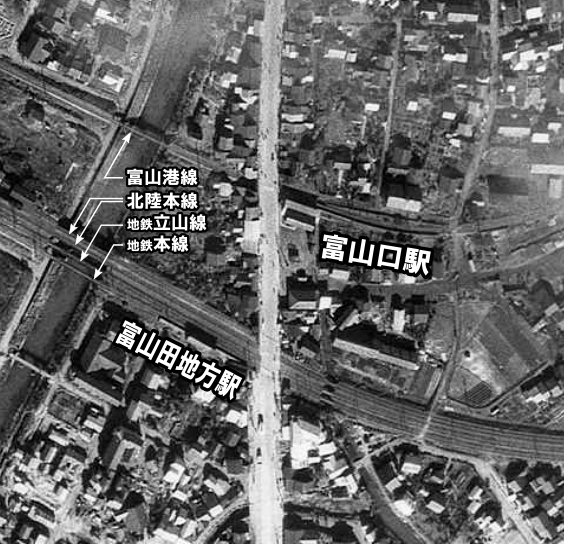
富山田地方駅と富山口駅の位置関係（1952年）。 軌道線東田地方停留場は1944年より休止中（復活せず廃止）。 帰属：国土交通省「国土画像情報（カラー空中写真）」 配布元：国土地理院地図・空中写真閲覧サービス

しかし、周辺工業地帯の衰退や富山田地方駅の廃止等の要因によって漸次衰退し、1972年（昭和47年）10月1日には無人駅となった。その後、1987年（昭和62年）5月26日には東田地方踏切立体交差化に伴う富山港線路線変更工事の影響により当駅は移設され、開業以来用いられていた駅舎は解体された。
2003年（平成15年）11月27日に富山市が発表した富山港線の路面電車化計画においては、岩瀬浜駅 - 奥田中学校前踏切間は既存線路を利用するものの、同踏切前からは道路上に軌道を新設して富山駅北に乗り入れ、当駅付近の路線は廃止されることになった。元来、北陸新幹線の整備に伴う富山駅高架化工事によって当駅 - 富山駅間は、北陸本線の仮設線路を敷くために移設を求められていたものである。これにより当駅は2006年（平成18年）2月28日をもって営業を終了し、翌3月1日付で廃駅となった。

### 年表
- 1924年（大正13年）7月23日：富岩鉄道当駅 - 岩瀬港駅（現在の岩瀬浜駅）間開通と同時に開業し、旅客の取扱を開始する[1][12]。
- 1927年（昭和2年）12月15日：富岩鉄道線当駅 - 富山駅間が開業し、同区間において貨物に限り取扱を開始する[18]。
- 1928年（昭和3年）7月11日：当駅 - 富山駅間において旅客運輸営業を開始する[19]。
- 1941年（昭和16年）12月1日：富岩鉄道が富山電気鉄道へ路線を譲渡し同社の富岩線となる[17]。
- 1943年（昭和18年）
  - 1月1日：富山電気鉄道の富山地方鉄道への改称により、同社富岩線の駅となる[17]。
  - 6月1日：富山地方鉄道富岩線の国有化により、鉄道省（国鉄）富山港線の駅となる[20]。一般駅であるが、集貨物及び配達は行わない[20]。
- 1959年（昭和34年）12月1日：旅客のみを取扱う駅となる[21]。
- 1972年（昭和47年）10月1日：無人駅となる[11][22]。
- 1987年（昭和62年）
  - 4月1日：国鉄分割民営化により、西日本旅客鉄道（JR西日本）の駅となる[12]。
  - 5月26日：東田地方踏切立体交差化に伴う富山港線路線変更工事が竣成し、当駅を富山市城北町19番地から富山市城北町8番地へ移設する[12][13]。
- 2006年（平成18年）3月1日：西日本旅客鉄道富山港線の廃線に伴い廃駅となる（営業最終日は2月28日）[17]。

富岩鉄道線開業を報ずる新聞。当駅駅舎の写真が掲載されている。
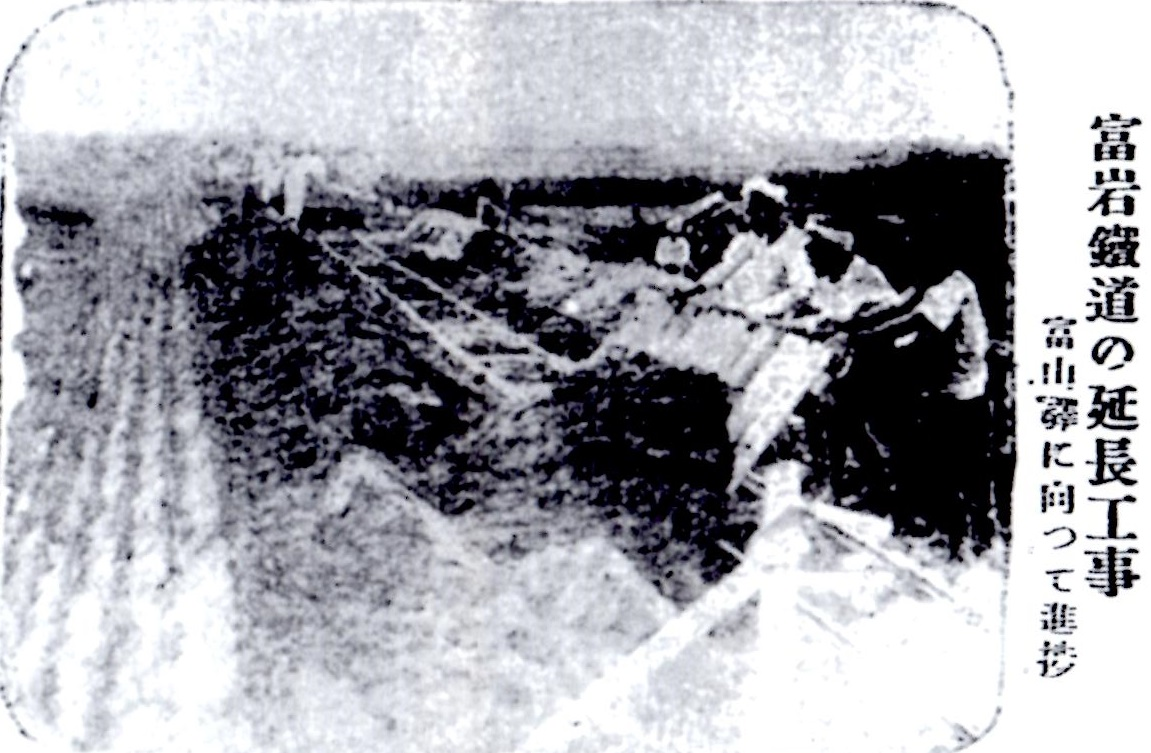
当駅 - 富山駅間の路線延長工事
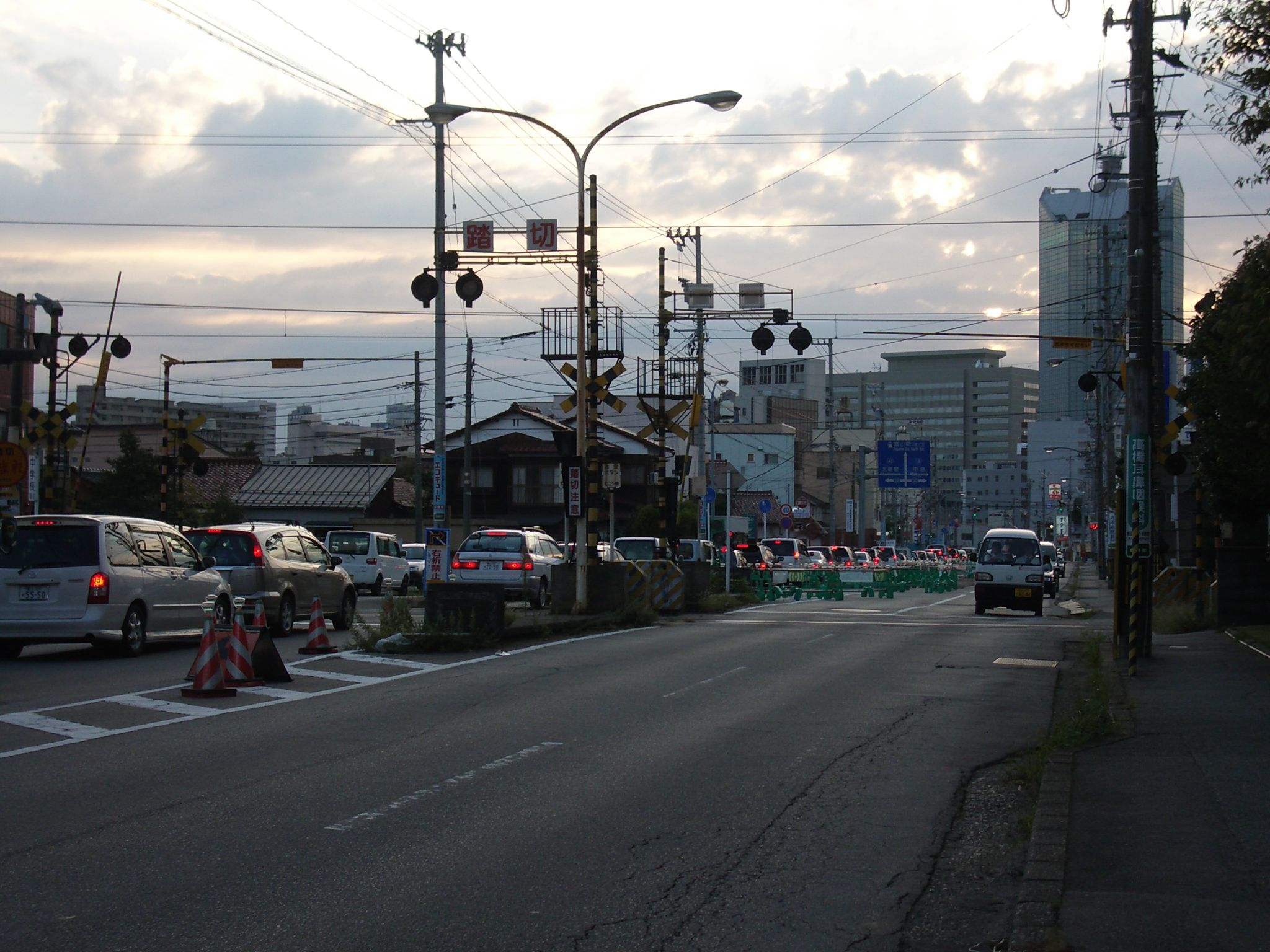
奥田中学校前踏切。富山駅より富山口駅を経てこの踏切までの路線が廃止された（2005年9月）
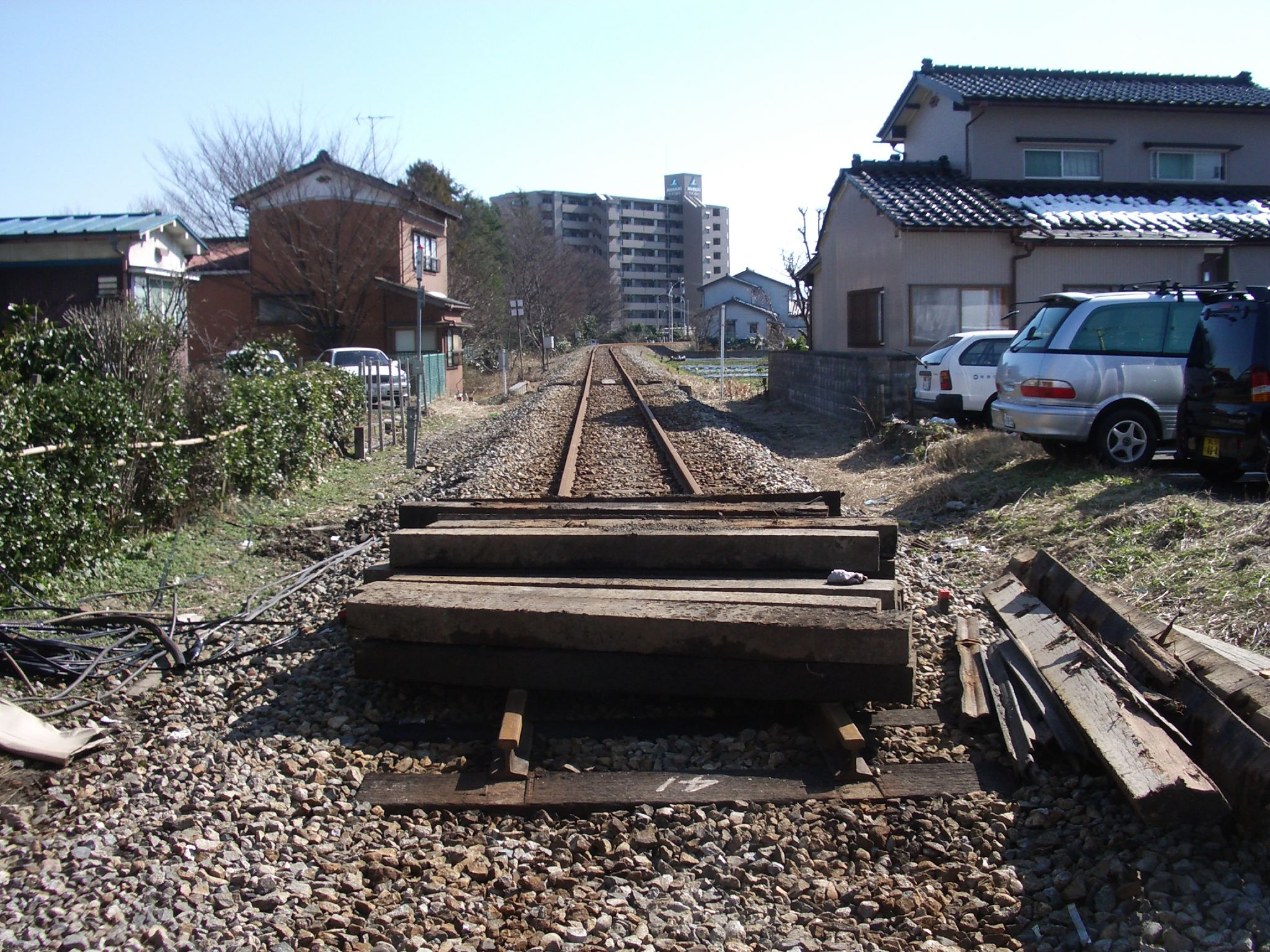
富山港線の廃止区間（2006年3月）
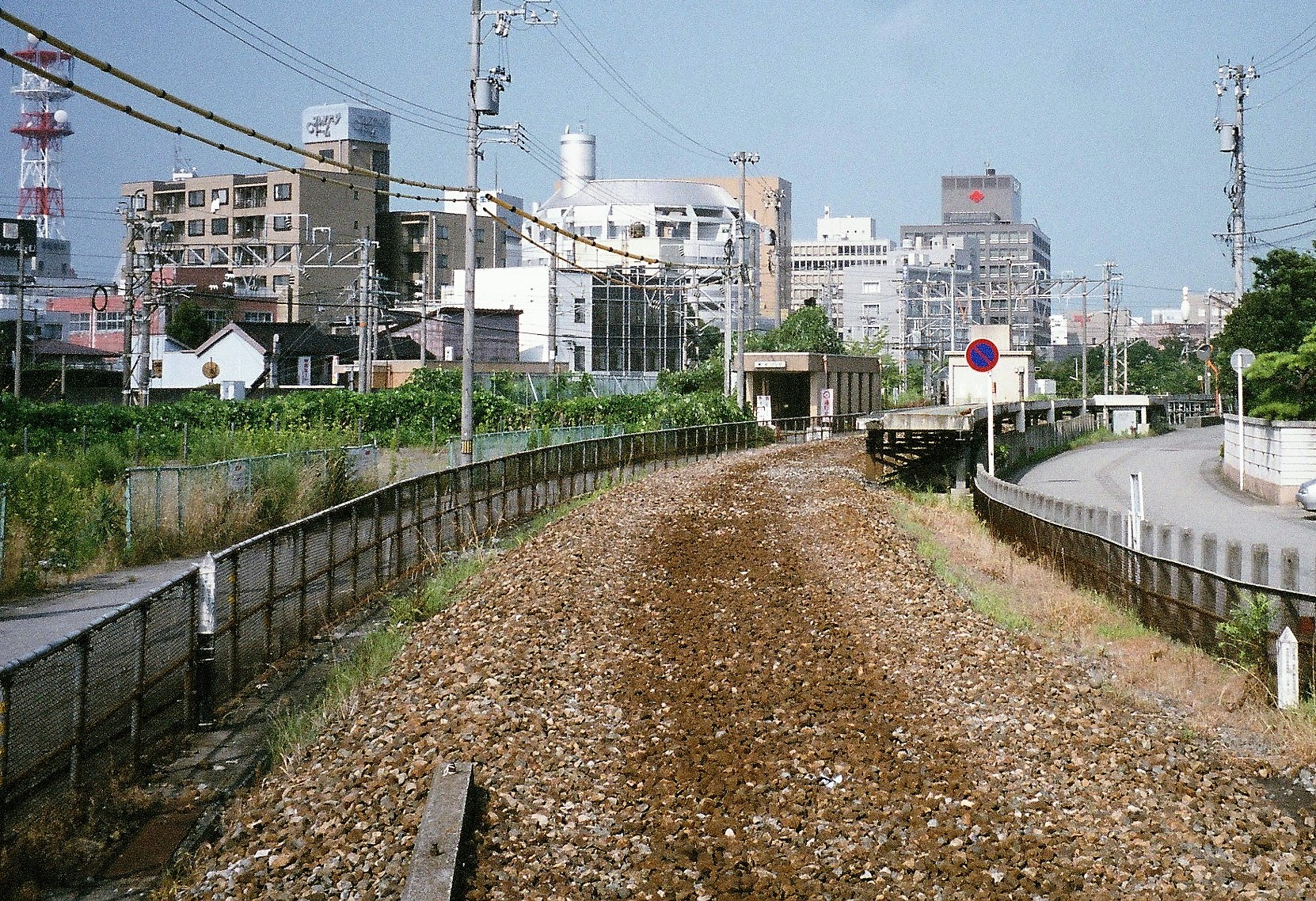
廃止後の当駅ホーム（2006年8月）
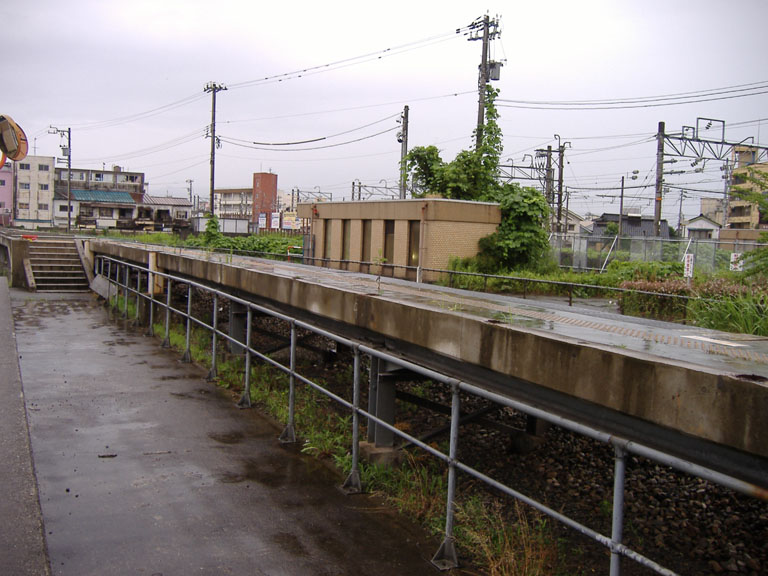
廃止後の富山口駅（2006年7月）

## 駅構造
単式ホーム1面1線を有する地上駅であった。1972年（昭和47年）10月1日より無人駅であった。
開業以来の木造駅舎は1987年（昭和62年）5月26日の駅移設に伴い解体された。

## 利用状況
「富山県統計年鑑」によると、当駅の1日平均乗車人員は以下の通りである。
| 年度   | 1日平均 乗車人員 |
| ------ | ---------------- |
| 1995年 | 189              |
| 1996年 | 203              |
| 1997年 | 196              |
| 1998年 | 180              |
| 1999年 | 176              |
| 2000年 | 177              |
| 2001年 | 168              |
| 2002年 | 165              |
| 2003年 | 155              |
| 2004年 | 143              |
| 2005年 | 142              |

## 廃止後
ホームなどは解体・撤去され跡地は近隣のリサイクルショップや流通センターの駐車場になったほか、他の線路跡は未転用だったり自転車歩行者道となっている。

## 駅周辺
- 奥田郵便局
- 長龍寺
- 富山市立奥田中学校
- 富山県流通センター
- 極真会館富山県支部
- 富山トヨタ本社（本店）

## 隣の駅
西日本旅客鉄道（JR西日本）
富山港線
富山駅 - 富山口駅 - 下奥井駅